# Іванов Дмитро Юхимович
Дмитро Юхимович Іванов (нар. 27 жовтня 1923 — пом. 30 листопада 1984, Горлівка, Донецька область, УРСР) — радянський український футболіст та тренер, виступав на позиції півзахисника.

## Життєпис
Виступав за команди «Крила Рад» Комсомольськ-на-Амурі (1946), «Динамо» Хабаровськ (1947, КФК), «Шахтар» Сталіно (1948, 1950-1951), ВПС Москва (1949).
У чемпіонаті СРСР в 1949-1951 роках зіграв 63 матчі, відзначився 14-ма голами. У 1951 році — бронзовий призер чемпіонату і півфіналіст Кубку СРСР.
Працював старшим тренером у командах «Шахтар» Горлівка (1959, 1963), «Авангард» Краматорськ (1961), «Спартак» Суми (1964-1966), «Кольормет» Артемівськ (1971). Начальник команди «Шахтар» Горлівка (1973).